# イルン
イルン （バスク語: Irun, スペイン語: Irún）は、スペイン・バスク州ギプスコア県のムニシピオ（基礎自治体）。フランスとの国境に面している。自治体の正式名称はバスク語表記であり、この名称は「防衛都市」を意味する。面積は42.40km2、2014年の人口は61,195人。

## 歴史
古くはローマ帝国のオイアッソの遺跡があり、中世はナバーラ王国とカスティーリャ王国の係争の地であった。
市の年間行事の一つであるアラルデでは、スペイン独立戦争のエピソードを模したパレードが行われる。
1936年、スペイン内戦がイルンにも及ぶ中、同年9月4日、スペイン人民戦線（政府軍）とフランシス・フランコ率いるナショナリスト派が市街戦を展開。不利になった政府軍が撤退する際に放火したため、市街地が灰燼に帰した。

## 地理
ギプスコア県でも有数の規模を持つ都市で、ビダソア川を通る国境線でフランスと接している。イルン駅はフランス国鉄とレンフェ（スペイン国鉄）とが接続する重要な鉄道ジャンクションであり、イルンは商業と流通の中心地となっている。近年イルンではモダンな展示や電気通信産業施設などが提供されるフェアが、国境の通るサンティアゴ橋からわずか100mのところで開催される。
イルンは、オンダリビア、アンダイエとともに、チングディ湾の集合都市の一部となり、バイヨンヌ＝サン・セバスティアンの形成するユーロシテにも巻き込まれている。

## 政治

### 議会
| 政党                               | 2015   | 2015 | 2011   | 2011 | 2007   | 2007 |
| 政党                               | 得票率 | 議席 | 得票率 | 議席 | 得票率 | 議席 |
| バスク社会党 (PSE-EE)              | 33.43% | 10   | 30.85% | 9    | 39.62% | 12   |
| バスク民族主義党 (EAJ-PNV)         | 18.24% | 5    | 17.89% | 5    | 15.32% | 4    |
| シ・セ・プエデ・イルン (SPI)       | 18.15% | 5    | -      | -    | -      | -    |
| ビルドゥ                           | 12.39% | 3    | 17.20% | 5    | -      | -    |
| 国民党 (PP)                        | 7.80%  | 2    | 17.15% | 5    | 16.09% | 4    |
| イラバシ                           | 4.19%  | 0    | -      | -    | -      | -    |
| シウダダノス (C's)                 | 3.63%  | 0    | -      | -    | -      | -    |
| バスク統一左翼 (EB-B)              | -      | -    | 6.07%  | 1    | -      | -    |
| バスク民族主義行動 (EAE-ANV)       | -      | -    | -      | -    | 10.01% | 3    |
| バスク統一左翼/アララール (EB-B/A) | -      | -    | -      | -    | 7.78%  | 2    |

### 首長
| 任期      | 首長名                                                             | 政党       |
| --------- | ------------------------------------------------------------------ | ---------- |
| 1979–1983 | Xabier Txapartegi Larrañaga                                        | PNV        |
| 1983–1987 | Ricardo Etxepare Zugasti(83) Francisco Buen Lacambra(83-87)        | PNV PSE-EE |
| 1987–1991 | Francisco Buen Lacambra                                            | PSE-EE     |
| 1991–1995 | Francisco Buen Lacambra                                            | PSE-EE     |
| 1995–1999 | Francisco Buen Lacambra                                            | PSE-EE     |
| 1999–2003 | Francisco Buen Lacambra(99-02) José Antonio Santano Clavero(02-03) | PSE-EE     |
| 2003–2007 | José Antonio Santano Clavero                                       | PSE-EE     |
| 2007–2011 | José Antonio Santano Clavero                                       | PSE-EE     |
| 2011–2015 | José Antonio Santano Clavero                                       | PSE-EE     |
| 2015–2019 | José Antonio Santano Clavero                                       | PSE-EE     |
| 2019–2023 | n/d                                                                | n/d        |
| 2023–     | n/d                                                                | n/d        |

## 人口
| イルンの人口推移 1900－2010                             |
|                                                         |
| 出典:INE（スペイン国立統計局）1900年 - 1991年、1996年 - |

## スポーツ
- レアル・ウニオン - サッカークラブ

## 出身者
- ティルソ・デ・オラサバル・イ・ラルディサバル（英語版）(1842-1921) : 貴族・カルリスタの政治家。
- フアン・オラサバル・ラメリー（英語版）(1860-1937) : カルリスタの政治家。
- パトリシオ・アラボラサ（英語版）(1893-1935) : サッカー選手。アントワープ五輪銀メダル。
- マヌエル・アナトル(1903-1990) : サッカー選手。フランスに帰化してフランス代表となった。
- バシリオ・サンチェス（英語版）(1903-) : チリの政治家。ピチレム市長。
- ルイス・レゲイロ(1908-1995) : サッカー選手。アムステルダム五輪・1934 FIFAワールドカップ出場。
- ルイス・マリアーノ（英語版）(1914-1970) : 歌手。
- ハビエル・イルレタ(1948-) : サッカー選手・指導者。
- アルベルト・ゴリス(1958-) : サッカー選手。1990 FIFAワールドカップ出場。
- フェルミン・ムグルサ(1963-) : ロック歌手。ネグ・ゴリアックやコルタトゥの元ボーカル。
  - コルタトゥ（英語版） : パンクロックバンド。フェルミン・ムグルサがボーカルを務めた。
- アルベルト・ロペス・フェルナンデス（英語版）(1969-) : サッカー選手。
- ハビエル・ユベロ（英語版）(1972-2005) : サッカー選手。
- フアン・マヌエル・ガラテ(1976-) : 自転車競技選手。
- アマイア・モンテロ(1976-) : シンガーソングライター。ラ・オレハ・デ・バン・ゴッホの元ボーカル。
- イニャキ・デルカルガ（英語版）(1976-) : サッカー選手。
- セルヒオ・フランシスコ（英語版）(1979-) : サッカー選手。
- フレン・アギナガルデ(1982-) : ハンドボール選手。ロンドン五輪優秀選手。
- ハビエル・ガリード(1985-) : サッカー選手。
- アンデル・エロセギ(1987-) : カヌー選手。北京五輪・ロンドン五輪出場。
- オイエル・オラサバル(1989-) : サッカー選手。